# Vesoul
Vesoul és una ciutat francesa, capital del departament de l'Alt Saona i de la regió de Borgonya - Franc Comtat. El 2018 tenia 14.973 habitants.